# Demirören Holding
Demirören Holding ist ein regierungsnaher türkischer Mischkonzern mit Sitz in Istanbul-Beyoğlu. In der türkischen Öffentlichkeit ist er vor allem durch den Betrieb des gleichnamigen Einkaufszentrums an der İstiklal-Straße im Zentrum von Istanbul sowie durch die Herausgabe der auflagenstarken Tageszeitungen Milliyet und Vatan präsent. Seit 2018 ist sie Eigentümer von Hürriyet und CNN Türk.

## Überblick
Die größte Unternehmenssparte Energie verzeichnete im Jahr 2015 einen Umsatz von 9,5 Milliarden Türkischer Lira (damals rund drei Milliarden Euro). Kennzahlen zur Gesamt-Holding liegen nicht vor.
Geführt wird der Konzern von Erdoğan Demirören; geschäftsführender Vorstandsvorsitzender ist sein Sohn Yıldırım Demirören, der von 2004 bis 2012 Präsident des Sportclubs Beşiktaş Istanbul war und Präsident des türkischen Fußballverbandes gewesen ist.

## Geschichte
1956 gründete Şükrü Demirören im Istanbuler Stadtteil Sirkeci eine Firma zum Import von Automobil-Zulieferteilen. Dieses Datum gilt heute als Beginn der Konzerngeschichte. Bereits im Jahr darauf verstarb der Firmengründer. Sein Erbe trat sein Sohn Erdoğan Demirören an, der als eigentlicher Gründer des Konzerns gilt.
1968 wurde die Kolbenfabrik Parsat Piston gegründet, 1972 mit Milangaz das erste private Gasunternehmen der Türkei. Ab 1978 betätigte sich der Konzern auch im Immobiliengewerbe. Im Laufe der Jahre kamen weitere Geschäftsfelder hinzu. 2011 wurden die verschiedenen Unternehmungen unter dem Dach der Demiröen Holding zusammengefasst. Im selben Jahr wurde das Demirören AVM (Einkaufszentrum Demirören) in Istanbul eröffnet und die Zeitungen Milliyet und Vatan von der Mediengruppe Doğan gekauft.

## Unternehmenssparten
Die Holding teilt sich in folgende Unternehmenssparten auf:
- Energie (u. a. die Firmen Milangaz, Moil und seit 2016 Total Türkiye)
- Industrie (u. a. die Metallfabrik Demirören Ağır Metal Sanayi und die Kolbenfabrik Parsat Piston)
- Wohnungsbau (Baufirma Lidya)
- Tourismus (u. a. das Demirören İstiklal Palas in Istanbul und die Ferienanlage Kemer Country westlich von Istanbul)
- Verwaltung von Wohnanlagen
- Hafenbetrieb (die Hafenanlagen Zeyport in Istanbul-Zeytinburnu und Dolfen in Aliağa)
- Betrieb von Shoppingmalls (Einkaufszentrum Demirören)
- Bildung (Privatgymnasien Ata Koleji)
- Medien (u. a. Milliyet und Vatan)

## Telefonaffäre
Im Frühjahr 2014 geriet Konzernchef Erdoğan Demirören international in die Medien. Im Zuge des Korruptionsskandals 2013/14 war der Mitschnitt eines illegal abgehörten Telefongesprächs zwischen ihm und dem damaligen Ministerpräsidenten Recep Tayyip Erdoğan an die Öffentlichkeit gelangt. Darin beschwerte sich der Regierungschef über die Veröffentlichung regierungsinterner Dokumente, nannte den verantwortlichen Chefredakteur einen „ehrlosen, niederträchtigen, miesen Kerl“ und forderte dessen Entlassung. Am Ende der gut vier Minuten langen Aufzeichnung brach der damals 75-jährige Konzernchef Demiröen in Tränen aus und schluchzte: „Wie bin ich da bloß hineingeraten?“ Im In- und Ausland wurde diese Affäre als besonders drastischer Beleg für die Einflussnahme der türkischen Regierung auf die Medien gesehen.

## Kritik

### Beschneidung der Pressefreiheit
Nicht erst allein wegen der Telefonaffäre steht der Demirören-Konzern in der Kritik. Seit der Übernahme der Vatan und vor allem der traditionsreichen Milliyet wurden dort zahlreiche namhafte Journalisten wie Can Dündar, Hasan Cemal, Ece Temelkuran, Kadri Gürsel und viele andere aus politischen Gründen entlassen.

### Zerstörung von Stadtkultur
Der Bau des Einkaufszentrums an der Stelle eines alten Han, also eines Geschäftshauses aus spätosmanischer Zeit, wurde als rücksichtsloser Eingriff in Architektur sowie ins Wirtschafts- und Sozialgefüge des Viertels kritisiert. Ferner wurde dem Konzern vorgeworfen, er habe ein viel höheres Gebäude errichtet, als es die Baugenehmigung vorsah und bei den Bauarbeiten die benachbarte historische Ağa-Moschee fahrlässig beschädigt. Ein Untersuchungsbericht des türkischen Kulturministeriums sprach von einem „teils illegalen Bau“. Das sich anschließende Strafverfahren endete jedoch mit einem Freispruch.